# كأس النرويج 2006
كأس النرويج 2006 (بالنرويجية: Norgesmesterskapet i fotball for menn 2006)‏ هو موسم من كأس النرويج. أقيم خلال الفترة 10 مايو 2006 وحتى 12 نوفمبر 2006، وأشرف على تنظيمه اتحاد النرويج لكرة القدم، وكان عدد الأندية المشاركة فيه 32، وفاز فيه نادي فريدريكستاد.